# М'язи шиї людини

М'язи шиї

Нижче представлено список м'язів шиї (лат. musculi colli, mm. colli), які є частиною м'язової системи людини. Вони об'єднані у список відповідно до міжнародного стандарту Terminologia Anatomica (TA), який був розроблений Федеративним комітетом з анатомічної термінології (FCAT) і Міжнародною федерацією асоціації анатомів (IFAA), також у списку зображено деякі особливості україномовної класифікації (зокрема, глибина залягання і розташування). М'язи шиї діляться на власні м'язи шиї, надпід'язикові, підпід'язикові і підпотиличні.

## Походження м'язів шиї
М'язи шиї різні за своїм походженням, серед них виділяють:
1. Похідні зябрових дуг:
  1. Похідні першої зябрової дуги — щелепно-під'язиковий м'яз (лат. m. mylohyoideus), переднє черевце двочеревцевого м'яза (лат. venter anterior m. digastrici);
  2. Похідні другої зябрової дуги — шилопід'язиковий м'яз (лат. m. stylohyoideus), заднє черевце двочеревцевого м'яза (лат. venter posterior m. digastrici), підшкірний м'яз шиї (лат. platysma);
  3. Похідні інших зябрових дуг — груднинно-ключично-соскоподібний м'яз (лат. m. sternocleidomastoideus);
2. Автохтонні (правічні) м'язи шиї:
  1. Передні м'язи — груднинно-під'язиковий м'яз (лат. m. sternohyoideus), груднинно-щитоподібний м'яз (лат. m. sternothyroideus), щитопід'язиковий м'яз (лат. m. thyrohyoideus), лопатково-під'язиковий м'яз (лат. m. omohyoideus), підборідно-під'язиковий м'яз (лат. m. geniohyoideus);
  2. Бічні м'язи — драбинчасті м'язи: передній, середній, задній і найменший (лат. mm. scaleni anterior, medius, posterior et minimus);
  3. Передхребтові м'язи — довгий м'яз шиї (лат. m. longus colli), довгий м'яз голови (лат. m. longus capitis), передній прямий м'яз голови (лат. m. rectus capitis anterior), бічний прямий м'яз голови (лат. m. rectus capitis lateralis).

## Класифікація
Згідно з міжнародним стандартом Terminologia Anatomica (TA) м'язи шиї діляться таким чином:
1. Власне м'язи шиї;
2. Надпід'язикові м'язи;
3. Підпід'язикові м'язи;
4. Підпотиличні м'язи.

## Власні м'язи шиї
Власні м'язи шиї (лат. mm. proprii colli) забезпечують рух (вперед, назад і в боки) і нахил голови (вперед, назад і в боки), шиї і її шкіри, деякі з яких можуть тягнути перше ребро догори і тим самим брати участь в акті дихання. Згідно з міжнародним стандартом Terminologia Anatomica (TA) до власних м'язів шиї (лат. mm. proprii colli) відносяться два м'язи, які є за україномовною класифікацією бічними поверхневими м'язам, чотирма бічними глибокими м'язами і двома серединними м'язами.
| Зображення                                       | Назва (частини, черевця)                                               | Назва (частини, черевця)                                                                                  | Прикріплення | Прикріплення | Кровопостачання | Іннервація | Завдання | Примітки                                                                      |
| Зображення                                       | Назва (частини, черевця)                                               | Назва (частини, черевця)                                                                                  | Початок | Кінець | Кровопостачання | Іннервація | Завдання | Примітки                                                                      |
| ------------------------------------------------ | ---------------------------------------------------------------------- | --- | --- | --- | --- | --- | --- | ----------------------------------------------------------------------------- |
| Бічна група                                      |                                                                        | | | | | | |                                                                               |
| Поверхневі м'язи                                 |                                                                        | | | | | | |                                                                               |
|                                                  | Підшкірний м'яз шиї (лат. platysma)                                    | Підшкірний м'яз шиї (лат. platysma)                                                                       | Поверхнева пластинка власної фасції великого грудного м'яза (лат. lamina superficialis fasciae pectoralis major propriae), фасція дельтоподібного м'яза (лат. fascia deltoidea) на рівні другого ребра | Край нижньої щелепи; бічні пучки вплітаються у привушно-жувальну і жувальну фасції (лат. fascia parotidea et masseterica), а також у м'яз-опускач нижньої губи (лат. m. depressor labii inferioris) і м'яз сміху (лат. m. risorius) | Поверхнева шийна, підпідборідна артерії (лат. aa. cervicalis superficialis, submentalis)                                                 | Шийна гілка лицьового нерва (лат. r. colli nervi facialis)                                                      | Натягує шкіру шиї і частини грудей, опускає нижню щелепу і відтягує кут рота назовні і донизу, сприяє відтоку венозної крові від голови і шиї | FMA: 45738 TA: A04.2.01.001 Gray [Архівовано 2 липня 2019 у Wayback Machine.] |
|                                                  | Груднинно-ключично-соскоподібний м'яз (лат. m. sternocleidomastoideus) | Медіальна ніжка (лат. caput sternale)                                                                     | Передня поверхня руків'я груднини (лат. manubrium sterni) | Соскоподібний відросток скроневої кістки (лат. processus mastoideus ossis temporalis) і бічна частина верхньої потиличної лінії потиличної кістки (лат. pars lateralis linea nuchae superior ossis temporalis)                      | потилична, груднинно-ключично-соскоподібна, верхня щитоподібна артерії (лат. aa. occipitalis, sternocleidomastoidea, thyroidea superior) | Зовнішня гілка додаткового нерва (лат. r. externus nerni accessorius), шийний нерв CII (лат. n. cervicalis CII) | Нахиляє голову в бік, а обличчя повертає у протилежний; закидає голову назад і кілька висуває наперед; тягне вгору ключицю і груднину         | FMA: 13407 TA: A04.2.01.008 Gray [Архівовано 2 липня 2019 у Wayback Machine.] |
| Бічна ніжка (лат. caput claviculare)             | Груднинно-ключично-соскоподібний м'яз (лат. m. sternocleidomastoideus) | Грудинний кінець ключиці (лат. extremitas sternalis claviculae)                                           | | Соскоподібний відросток скроневої кістки (лат. processus mastoideus ossis temporalis) і бічна частина верхньої потиличної лінії потиличної кістки (лат. pars lateralis linea nuchae superior ossis temporalis)                      | потилична, груднинно-ключично-соскоподібна, верхня щитоподібна артерії (лат. aa. occipitalis, sternocleidomastoidea, thyroidea superior) | Зовнішня гілка додаткового нерва (лат. r. externus nerni accessorius), шийний нерв CII (лат. n. cervicalis CII) | Нахиляє голову в бік, а обличчя повертає у протилежний; закидає голову назад і кілька висуває наперед; тягне вгору ключицю і груднину         | FMA: 13407 TA: A04.2.01.008 Gray [Архівовано 2 липня 2019 у Wayback Machine.] |
| Глибокі м'язи                                    |                                                                        | | | | | | |                                                                               |
|                                                  | Передній драбинчастий м'яз (лат. m. scalenus anterior)                 | Передній драбинчастий м'яз (лат. m. scalenus anterior)                                                    | Поперечні відростки III—VI шийних хребців (лат. processus transversus CIII–VI) | Горбик переднього драбинчастого м'яза першого ребра (лат. tuberculum musculi scaleni anterioris costae I) | Висхідна шийна, нижня щитоподібна артерії (лат. aa. cervicalis ascendens, thyroidea inferior)                                            | Шийні нерви CV–CVII (лат. nn. cervicalis CV–CVII)                                                               | Тягне перше ребро догори; нахиляє шийний відділ хребта в боки або вперед                                                                      | FMA: 13385 TA: A04.2.01.004 Gray [Архівовано 2 липня 2019 у Wayback Machine.] |
|                                                  | Середній драбинчастий м'яз (лат. m. scalenus medius)                   | Середній драбинчастий м'яз (лат. m. scalenus medius)                                                      | Поперечні відростки II—VII шийних хребців (лат. processus transversus CII–VII) | Верхня поверхня першого ребра позаду борозни підключичної артерії (лат. sulcus arteriae subclaviae costae I) | Хребетна, глибока шийна артерії (лат. aa. vertebralis, cervicalis profunda)                                                              | Шийні нерви CIII–CVIII (лат. nn. cervicalis CIII–CVIII)                                                         | Тягне перше ребро догори; нахиляє шийний відділ хребта в боки або вперед                                                                      | FMA: 13386 TA: A04.2.01.005 Gray [Архівовано 2 липня 2019 у Wayback Machine.] |
|                                                  | Задній драбинчастий м'яз (лат. m. scalenus posterior)                  | Задній драбинчастий м'яз (лат. m. scalenus posterior)                                                     | Поперечні відростки V—VI шийних хребців (лат. processus transversus CV–VI) | Зовнішня поверхня другого ребра (лат. costa II) | Висхідна шийна артерія (лат. a. cervicalis ascendens)                                                                                    | Шийні нерви CV–CVII (лат. nn. cervicalis CV–CVII)                                                               | Тягне перше ребро догори; нахиляє шийний відділ хребта в боки або вперед                                                                      | FMA: 13387 TA: A04.2.01.006 Gray [Архівовано 2 липня 2019 у Wayback Machine.] |
| нет доступной иллюстрации                        | Найменший драбинчастий м'яз (лат. m. scalenus minimus)                 | Найменший драбинчастий м'яз (лат. m. scalenus minimus)                                                    | Поперечний відросток III шийного хребця (лат. processus transversus CIII) | Внутрішній край першого ребра попереду горбка переднього драбинчастого м'яза (лат. tuberculum musculi scaleni anterioris costae I) і баня плеври (лат. cupula pleurae)                                                              | Висхідна шийна артерія (лат. a. cervicalis ascendens)                                                                                    | Шийні нерви CV–CVII (лат. nn. cervicalis CV–CVII)                                                               | Тягне перше ребро і баню плеври догори | FMA: 64827 TA: A04.2.01.007 Gray [Архівовано 2 липня 2019 у Wayback Machine.] |
| Серединна (передхребетна) група                  |                                                                        | | | | | | |                                                                               |
|                                                  | Довгий м'яз шиї (лат. m. longus colli)                                 | Вертикальна частина (лат. pars recta)                                                                     | Тіла і поперечні відростки V шийного до III грудного хребців (лат. corpus et processus transversus CI–TIII)                                                                                            | Передня поверхня тіл II—III шийних хребців (лат. facies anterior corpi CII–III) і передній горбик атланта (лат. tuberculum anteris atlantis)                                                                                        | Хребетна, висхідна і глибока шийна артерії (лат. aa. vertebralis, cervicalis ascendens et profunda)                                      | Шийні нерви CIII–CVIII (лат. nn. cervicalis CIII–CVIII)                                                         | Нахиляє шийний відділ хребетного стовпа вперед і в бік                                                                                        | FMA: 13370 TA: A04.2.01.002 Gray [Архівовано 2 липня 2019 у Wayback Machine.] |
| Верхня коса частина (лат. pars obliqua superior) | Довгий м'яз шиї (лат. m. longus colli)                                 | Передні горбки реберно-поперечних відростків II—V шийних хребців (лат. processus costotransversus TI–III) | Тіло другого шийного хребця (лат. corpus CII) і передній горбик атланта (лат. tuberculum anteris atlantis)                                                                                             | | Хребетна, висхідна і глибока шийна артерії (лат. aa. vertebralis, cervicalis ascendens et profunda)                                      | Шийні нерви CIII–CVIII (лат. nn. cervicalis CIII–CVIII)                                                         | Нахиляє шийний відділ хребетного стовпа вперед і в бік                                                                                        | FMA: 13370 TA: A04.2.01.002 Gray [Архівовано 2 липня 2019 у Wayback Machine.] |
| Нижня коса частина (лат. pars obliqua inferior)  | Довгий м'яз шиї (лат. m. longus colli)                                 | Тіла I—III грудних хребців (лат. corpus TI–III)                                                           | Передня поверхня реберно-поперечних відростків трьох нижніх шийних хребців (лат. processus costotransversus CV–VII)                                                                                    | | Хребетна, висхідна і глибока шийна артерії (лат. aa. vertebralis, cervicalis ascendens et profunda)                                      | Шийні нерви CIII–CVIII (лат. nn. cervicalis CIII–CVIII)                                                         | Нахиляє шийний відділ хребетного стовпа вперед і в бік                                                                                        | FMA: 13370 TA: A04.2.01.002 Gray [Архівовано 2 липня 2019 у Wayback Machine.] |
|                                                  | Довгий м'яз голови (лат. m. longus capitis)                            | Довгий м'яз голови (лат. m. longus capitis)                                                               | Поперечні відростки III—VI шийних хребців (лат. processus transversus CI–VI) | Нижня поверхня базилярної частини потиличної кістки (лат. pars basilaris ossis occipitalis) | Хребетна, глибока шийна артерії (лат. aa. vertebralis, cervicalis profunda)                                                              | Шийні нерви CI–CIV (лат. nn. cervicalis CI–CIV)                                                                 | Нахиляє голову і шийний відділ хребетного стовпа вперед; поворот голови в бік                                                                 | FMA: 46308 TA: A04.2.01.003 Gray [Архівовано 2 липня 2019 у Wayback Machine.] |

## Надпід'язикові м'язи
Надпід'язикові м'язи (лат. mm. suprahyoidei) лежать вище під'язикової кістки, але нижче нижньої щелепи, і є похідними зябрових дуг. Опускаючи нижню щелепу беруть участь у дійствах ковтання і жування. Надпід'язикові м'язи (лат. mm. suprahyoidei) входять до складу складного апарату, що включає у себе нижню щелепу, під'язикову кістку, гортань, трахею, який грає важливу роль в утворенні членороздільної мови. Згідно з міжнародним стандартом Terminologia Anatomica (TA), до надпід'язикових м'язів шиї (лат. mm. suprahyoidei) відносяться чотири м'язи, які є за україномовною класифікацією серединними м'язами.
| Зображення                            | Назва (частини, черевця)                             | Назва (частини, черевця)                                                         | Прикріплення                                                                         | Прикріплення | Кровопостачання | Іннервація                                                                              | Завдання                                                                          | Примітки                                                                      |
| Зображення                            | Назва (частини, черевця)                             | Назва (частини, черевця)                                                         | Початок                                                                              | Кінець | Кровопостачання | Іннервація                                                                              | Завдання                                                                          | Примітки                                                                      |
| ------------------------------------- | ---------------------------------------------------- | -------------------------------------------------------------------------------- | ------------------------------------------------------------------------------------ | --- | --- | --------------------------------------------------------------------------------------- | --------------------------------------------------------------------------------- | ----------------------------------------------------------------------------- |
|                                       | Двочеревцевий м'яз (лат. m. digastricus)             | Переднє черевце (лат. venter anterior)                                           | Двочеревцева ямка нижньої щелепи (лат. fossa digastrica mandibulae)                  | Переднє черевце переходить у сухожилля, яке кріпиться до малого рога під'язикової кістки (лат. cornu minor ossis hyoidei), і переходить у заднє черевце | Підпідбородочна артерія (лат. a. submentalis)                                                                                           | Щелепнопід'язиковий нерв від трійчастого нерва (лат. n. mylohyoideus nervi trigeminus)  | Опускає нижню щелепу; тягне під'язикову кістку вгору                              | FMA: 46291 TA: A04.2.03.002 Gray [Архівовано 2 липня 2019 у Wayback Machine.] |
| Заднє черевце (лат. venter posterior) | Двочеревцевий м'яз (лат. m. digastricus)             | Соскоподібна вирізка скроневої кістки (лат. incisura mastoidea ossis temporalis) | Потилична, задня вушна артерії (лат. aa. occipitalis, auricularis posterior)         | Переднє черевце переходить у сухожилля, яке кріпиться до малого рога під'язикової кістки (лат. cornu minor ossis hyoidei), і переходить у заднє черевце | Двочеревцева гілка лицевого нерва (лат. r. digastricus nervi facialis)                                                                  |                                                                                         | Опускає нижню щелепу; тягне під'язикову кістку вгору                              | FMA: 46291 TA: A04.2.03.002 Gray [Архівовано 2 липня 2019 у Wayback Machine.] |
|                                       | Шилопід'язиковий м'яз (лат. m. stylohyoideus)        | Шилопід'язиковий м'яз (лат. m. stylohyoideus)                                    | Шилоподібний відросток скроневої кістки (лат. processus styloideus ossis temporalis) | Тіло і великий ріг під'язикової кістки (лат. corpus et cornu major ossis hyoidei)                                                                       | Потилична, лицева артерії і надпід'язикова гілка язикової артерії (лат. aa. occipitalis, facialis, r. suprahyoideus arteriae lingualis) | Шилопід'язикова гілка лицевого нерва (лат. r. stylohyoideus nervi facialis)             | Тягне під'язикову кістку назад, вгору і назовні                                   | FMA: 9625 TA: A04.2.03.005 Gray [Архівовано 2 липня 2019 у Wayback Machine.]  |
|                                       | Щелепно-під'язиковий м'яз (лат. m. mylohyoideus)     | Щелепно-під'язиковий м'яз (лат. m. mylohyoideus)                                 | Щелепно-під'язикова лінія нижньої щелепи (лат. linea mylohyoidea mandibulae)         | Передня поверхня тіла під'язикової кістки (лат. facies anterior corpi ossis hyoidei)                                                                    | Під'язикова і підпідборідна артерії (лат. aa. sublingualis, submentalis)                                                                | Щелепно-під'язиковий нерв від трійчастого нерва (лат. n. mylohyoideus nervi trigeminus) | Тягне під'язикову кістку вгору і допереду, бере участь в опусканні нижньої щелепи | FMA: 46320 TA: A04.2.03.006 Gray [Архівовано 2 липня 2019 у Wayback Machine.] |
|                                       | Підборідно-під'язиковий м'яз (лат. m. geniohyoideus) | Підборідно-під'язиковий м'яз (лат. m. geniohyoideus)                             | Підборідна ость нижньої щелепи (лат. spina mentalis mandibulae)                      | Передня поверхня тіла під'язикової кістки (лат. facies anterior corpi ossis hyoidei)                                                                    | Під'язикова і підпідборідна артерії (лат. aa. sublingualis, submentalis)                                                                | Шийні нерви CI–CII (лат. nn. cervicalis CI–CII)                                         | Тягне під'язикову кістку вгору і допереду, бере участь в опусканні нижньої щелепи | FMA: 46325 TA: A04.2.03.007 Gray [Архівовано 2 липня 2019 у Wayback Machine.] |

## Підпід'язикові м'язи
Підпід'язикові м'язи (лат. mm. infrahyoidei) лежать нижче під'язикової кістки і є правічними (автохтонними). Основним завданням є фіксація під'язикової кістки, що уможливлює функцію надпід'язикових м'язів як додаткових жувальних (опускання нижньої щелепи); також підпід'язикові м'язи здійснюють опускання гортані. Згідно з міжнародним стандартом Terminologia Anatomica (TA) до підпід'язикових м'язів шиї (лат. mm. infrahyoidei) відносяться п'ять м'язів, які є за україномовною класифікацією серединними м'язами.
| Зображення                           | Назва (частини, черевця)                                                 | Назва (частини, черевця)                                                                       | Прикріплення | Прикріплення                                                                               | Кровопостачання                                                                                      | Іннервація                                                                                | Завдання | Примітки                                                                      |
| Зображення                           | Назва (частини, черевця)                                                 | Назва (частини, черевця)                                                                       | Початок | Кінець                                                                                     | Кровопостачання                                                                                      | Іннервація                                                                                | Завдання | Примітки                                                                      |
| ------------------------------------ | ------------------------------------------------------------------------ | ---------------------------------------------------------------------------------------------- | --- | ------------------------------------------------------------------------------------------ | --- | ----------------------------------------------------------------------------------------- | --- | ----------------------------------------------------------------------------- |
|                                      | Груднинно-під'язиковий м'яз (лат. m. sternohyoideus)                     | Груднинно-під'язиковий м'яз (лат. m. sternohyoideus)                                           | Задня поверхня ключиці (лат. fascies posterior claviculae), суглобова капсула груднинно-ключичного суглоба (лат. capsula articulationis sternoclavicularis), руків'я груднини (лат. manubrium sterni) | Тіло під'язикової кістки (лат. corpus ossis hyoidei)                                       | Верхня щитоподібна, поверхнева шийна артерії (лат. aa. thyroidea inferior, cervicalis superficialis) | Верхній корінець шийної петлі CI–CIII (лат. radix superior ansae cervicalis CI–CIII)      | Тягне під'язикову кістку донизу | FMA: 13341 TA: A04.2.04.002 Gray [Архівовано 2 липня 2019 у Wayback Machine.] |
|                                      | Груднинно-щитоподібний м'яз (лат. m. sternothyroideus)                   | Груднинно-щитоподібний м'яз (лат. m. sternothyroideus)                                         | Задня поверхня хряща першого ребра (лат. cartilago costae I), руків'я груднини (лат. manubrium sterni)                                                                                                | Коса лінія бічної поверхні щитоподібного хряща (лат. linea obliqua cartilaginis thyroidei) | Верхня щитоподібна, поверхнева шийна артерії (лат. aa. thyroidea inferior, cervicalis superficialis) | Верхній корінець шийної петлі CI–CIII (лат. radix superior ansae cervicalis CI–CIII)      | Тягне гортань донизу | FMA: 13343 TA: A04.2.04.002 Gray [Архівовано 2 липня 2019 у Wayback Machine.] |
|                                      | Щитопід'язиковий м'яз (лат. m. thyrohyoideus)                            | Щитопід'язиковий м'яз (лат. m. thyrohyoideus)                                                  | Коса лінія бічної поверхні щитоподібного хряща (лат. linea obliqua cartilaginis thyroidei) | Великий ріг під'язикової кістки (лат. cornu major ossis hyoidei)                           | Верхня щитоподібна, поверхнева шийна артерії (лат. aa. thyroidea inferior, cervicalis superficialis) | Щитопід'язикова гілка шийної петлі CI–CII (лат. r. thyrohyoideus ansae cervicalis CI–CII) | Наближає під'язикову кістку до гортані; піднімає гортань                                                                               | FMA: 13344 TA: A04.2.04.007 Gray [Архівовано 2 липня 2019 у Wayback Machine.] |
|                                      | Лопатково-під'язиковий м'яз (лат. m. omohyoideus)                        | Верхнє черевце (лат. venter superior)                                                          | Нижній край тіла під'язикової кістки (лат. margo inferior corpi ossis hyoidei) | Сухожилля зростається з фасціальною піхвою судинно-нервового пучка шиї                     | Верхня щитоподібна, поверхнева шийна артерії (лат. aa. thyroidea inferior, cervicalis superficialis) | Верхній корінець шийної петлі CI–CIII (лат. radix superior ansae cervicalis CI–CIII)      | Тягне під'язикову кістку донизу і назовні; відтягується піхву судинно-нервового пучка шиї, розширюючи просвіт внутрішньої яремної вени | FMA: 13342 TA: A04.2.04.003 Gray [Архівовано 2 липня 2019 у Wayback Machine.] |
| Нижнє черевце (лат. venter inferior) | Лопатково-під'язиковий м'яз (лат. m. omohyoideus)                        | Сухожильна перемичка лопатково-під'язикового м'яза (лат. linea obliqua cartilaginis thyroidei) | Верхний край и верхняя поперечная связка лопатки (лат. margo superior et lig. transversum scapulae superius)                                                                                          |                                                                                            | Верхня щитоподібна, поверхнева шийна артерії (лат. aa. thyroidea inferior, cervicalis superficialis) | Верхній корінець шийної петлі CI–CIII (лат. radix superior ansae cervicalis CI–CIII)      | Тягне під'язикову кістку донизу і назовні; відтягується піхву судинно-нервового пучка шиї, розширюючи просвіт внутрішньої яремної вени | FMA: 13342 TA: A04.2.04.003 Gray [Архівовано 2 липня 2019 у Wayback Machine.] |
|                                      | М'яз-підіймач щитоподібної залози (лат. m. levator glandulae thyroideae) | М'яз-підіймач щитоподібної залози (лат. m. levator glandulae thyroideae)                       | Тіло під'язикової кістки (лат. corpus ossis hyoidei) або щитоподібний хрящ (лат. cartilago thyroidea)                                                                                                 | Капсула щитоподібної залози (лат. capsula thyroidei glandulae)                             | Верхня щитоподібна, поверхнева шийна артерії (лат. aa. thyroidea inferior, cervicalis superficialis) | Верхній корінець шийної петлі CI–CIII (лат. radix superior ansae cervicalis CI–CIII)      | Підтягує капсулу щитоподібної залози вгору                                                                                             | FMA: 13345 TA: A04.2.04.008 Gray [Архівовано 2 липня 2019 у Wayback Machine.] |

## Підпотиличні м'язи
Підпотиличні м'язи (лат. mm. suboccipitales) є найглибшими і слабшими м'язами серед представлених. Скорочуючи, вони беруть участь у нахилах (назад, вперед і в боки) й обертаннях голови за рахунок рухів в атланто-потиличному суглобі (лат. articulatio atlantooccipitalis), у серединному атлантоосьовому суглобі (лат. articulatio atlantoaxialis mediana) і бічному атлантоосьовому суглобі (лат. articulatio atlantoaxialis lateralis). Згідно з міжнародним стандартом Terminologia Anatomica (TA) до підпотиличних м'язів шиї (лат. mm. suboccipitales) відносяться шість м'язів, які є за україномовною класифікацією глибокими серединними (передхребетними) м'язами.За попередньою анатомічною номенклатурою вони належали до м’язів спини. За новою Міжнародною анатомічною номенклатурою (Сан-Паулу) підпотиличні м’язи належать до м’язів шиї.
| Зображення | Назва (частини, черевця)                                                   | Прикріплення                                                       | Прикріплення | Кровопостачання                                                 | Іннервація                                                                                          | Завдання                                                        | Примітки                                                                        |
| Зображення | Назва (частини, черевця)                                                   | Початок                                                            | Кінець | Кровопостачання                                                 | Іннервація                                                                                          | Завдання                                                        | Примітки                                                                        |
| ---------- | -------------------------------------------------------------------------- | ------------------------------------------------------------------ | --- | --------------------------------------------------------------- | --------------------------------------------------------------------------------------------------- | --------------------------------------------------------------- | ------------------------------------------------------------------------------- |
|            | Передній прямий м'яз голови (лат. m. rectus capitis anterior)              | Поперечний відросток атланта (лат. processus transversus atlantis) | Нижня поверхня базилярної частини потиличної кістки (лат. pars basilaris ossis occipitalis)                                              | Хребетна, потилична артерії (лат. aa. vertebralis, occipitalis) | Шийні нерви CI–CII (лат. nn. cervicalis CI–CII)                                                     | Нахиляє голову в бік; нахиляє голову вперед                     | FMA: 9624 TA: A04.2.02.002 Gray [Архівовано 2 липня 2019 у Wayback Machine.]    |
|            | Бічний прямий м'яз голови (лат. m. rectus capitis lateralis)               | Поперечний відросток атланта (лат. processus transversus atlantis) | Навколососкоподібний відросток яремного відростка потиличної кістки (лат. processus paramastoideus processi jugularis ossis occipitalis) | Хребетна, потилична артерії (лат. aa. vertebralis, occipitalis) | Шийні нерви CI–CII (лат. nn. cervicalis CI–CII)                                                     | Нахиляє голову в бік; нахиляє голову вперед                     | FMA: 46316 TA: A04.2.02.003 Gray [Архівовано 2 липня 2019 у Wayback Machine.]   |
|            | Великий задній прямий м'яз голови (лат. m. rectus capitis posterior major) | Остистий відросток осьового хребця (лат. processus spinosus CII)   | Бічний відрізок нижньої потиличної лінії потиличної кістки (лат. linea nuchae inferior ossis occipitalis)                                | Глибока шийна артерія (лат. a. cervicalis profunda)             | Шийні, грудні і поперекові гілки спинномозкових нервів (лат. nn. cervicalis, thoracici et lumbales) | Рух голови назад; нахил голови назад і в боки; обертання голови | FMA: 32525 TA: A04.2.02.004 Gray [Архівовано 2 липня 2019 у Wayback Machine.]   |
|            | Малий задній прямий м'яз голови (лат. m. rectus capitis posterior minor)   | Задній горбик атланта (лат. tuberculum posterior atlantis)         | Медіальний відрізок нижньої потиличної лінії потиличної кістки (лат. linea nuchae inferior ossis occipitalis)                            | Глибока шийна артерія (лат. a. cervicalis profunda)             | Шийні, грудні і поперекові гілки спинномозкових нервів (лат. nn. cervicalis, thoracici et lumbales) | Рух голови назад; нахил голови назад і в боки; обертання голови | FMA: 32526 TA: A04.2.02.005 Gray [Архівовано 2 липня 2019 у Wayback Machine.] > |
|            | Верхній косий м'яз голови (лат. m. obliquus capitis superior)              | Поперечний відросток атланта (лат. processus transversus atlantis) | Бічний відрізок верхньої потиличної лінії потиличної кістки (лат. linea nuchae superior ossis occipitalis)                               | Глибока шийна артерія (лат. a. cervicalis profunda)             | Шийні, грудні і поперекові гілки спинномозкових нервів (лат. nn. cervicalis, thoracici et lumbales) | Рух голови назад; нахил голови назад і в боки; обертання голови | FMA: 32527 TA: A04.2.02.006 Gray [Архівовано 2 липня 2019 у Wayback Machine.]   |
|            | Нижній косий м'яз голови (лат. m. obliquus capitis inferior)               | Остистий відросток осьового хребця (лат. processus spinosus CII)   | Поперечний відросток атланта (лат. processus transversus atlantis)                                                                       | Глибока шийна артерія (лат. a. cervicalis profunda)             | Шийні, грудні і поперекові гілки спинномозкових нервів (лат. nn. cervicalis, thoracici et lumbales) | Рух голови назад; нахил голови назад і в боки; обертання голови | FMA: 32528 TA: A04.2.02.007 Gray [Архівовано 2 липня 2019 у Wayback Machine.]   |